# Agustí Roc i Amador
Agustí Roc i Amador (Molins de Rei, Baix Llobregat, 28 d'agost de 1971) és un esquiador de muntanya i corredor de muntanya català. Ha estat tres cops campió del món de curses de muntanya (Skyrunner World Series), els anys 2002, 2003 i 2004, campió d'Europa d'esquí de muntanya l'any 2005, i d'Espanya del 2005 al 2007. Resideix a Sant Boi de Llobregat (Baix Llobregat). Actualment és responsable de producte de Leksport

## Resultats seleccionats

### Esquí de muntanya
- 2004:
  - 4t lloc a la cursa de relleus del Campionat del Món 
(amb Javier Martín de Villa, Dani León Roca, i Manuel Pérez Brunicardi)

- 2005:
  - 1r lloc a la cursa vertical del Campionat Europeu
  - 1r lloc a la cursa vertical del Campionat Espanyol
  - 2n lloc a la Copa Espanyola
  - 2n lloc a la cursa individual del Campionat Espanyol

- 2006:
  - 1r lloc a la cursa vertical del Campionat Espanyol
  - 3r lloc a la cursa individual del Campionat Espanyol
  - 4t lloc a la cursa vertical del Campionat del Món
  - 6è lloc a la cursa de relleus del Campionat del Món 
(amb Javier Martín de Villa, Federico Galera Díez, i Manuel Pérez Brunicardi)

- 2007:
  - 1r lloc a la cursa vertical del Campionat Espanyol
  - 2n lloc a la cursa vertical del Campionat Europeu
  - 4t lloc a la cursa de relleus del Campionat Europeu 
(amb Javier Martín de Villa, Marc Solá Pastoret, i Manuel Pérez Brunicardi)

- 2008:
  - 6è lloc a la cursa vertical del Campionat del Món

### Cursa de muntanya
- 2002: 
  - 1r lloc a la Skyrunner World Series

- 2003: 
  - 1r lloc a la Copa del Món de curses de muntanya de 2003
  - 1r lloc a la Maratón Alpino Madrileño (Espanya)

- 2004: 
  - 1r lloc a la Copa del Món de curses de muntanya de 2004

- 2006:
  - 1r lloc a la Dolomites SkyRace (Itàlia)

- 2008:
  - 1r lloc a la Mount Kinabalu Climbathon (Malàisia)
  - 1r lloc a la Ben Nevis Race (Escòcia)

- 2009:
  - 7è lloc a la Copa del Món de curses de muntanya de 2009[5]